# Prisuttu
El prisuttu és el nom en la llengua corsa d'un pernil produït a Còrsega. És un pernil cru i sec que pot aconseguir un pes de 5,5 kg a 6 kg al final de la seva maduració. El seu assecat és llarg, entre 12 i 18 mesos. Durant aquest període, la supervisió periòdica garanteix la seva bona evolució.
Des de març del 2011 rep el reconeixement a França de ser un producte amb denominació d'origen protegida.